# All the Time (Zara Larsson)
All the Time è un singolo della cantante svedese Zara Larsson, pubblicato il 21 giugno 2019 su etichetta discografica TEN Music Group, parte del gruppo della Epic Records.
Il brano è stato scritto dalla stessa cantante con Noonie Bao e Ilsey Juber, e prodotto da Linus Wiklund.

## Promozione
Il 26 maggio 2019 la cantante ha eseguito la canzone dal vivo per la prima volta al Radio 1's Big Weekend 2019.

## Video musicale
Il video musicale è stato pubblicato su YouTube il 21 giugno 2019 e vede tre veline che ritraggono la cantante e che ballano contro uno sfondo fluorescente e strisce metalliche di colore rosa.

## Tracce
Download digitale
1. All the Time – 3:48

Download digitale – Don Diablo Remix
1. All The Time (Don Diablo Remix) – 2:56

## Classifiche
| Classifica (2019) | Posizione massima |
| ----------------- | ----------------- |
| Irlanda           | 57                |
| Regno Unito       | 58                |
| Svezia            | 19                |